# Parroquia de Hamilton
Hamilton es una de las nueve parroquias de Bermudas.
Se ubica en el noroeste de la isla, y comprende dos sectores separados por la laguna Harrington Sound.Las islas dentro de este espejo de agua también forman parte de la parroquia. Limita con la parroquia Smith al sur, y con Saint George al noreste. 